# Baller Alert
Baller Alert è un singolo del rapper statunitense Tyga, pubblicato il 15 gennaio 2016 su etichetta Last Kings.

## Tracce
1. Baller Alert – 3:59